# Glen Ranza

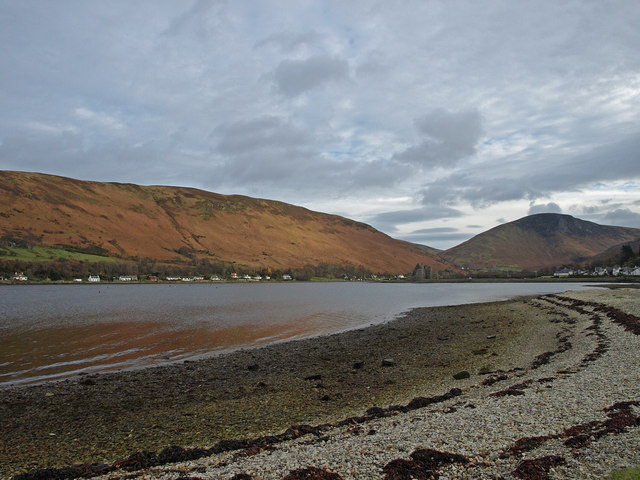
Blick über Loch Ranza, am rechten Bildrand ist der Einschnitt von Glen Ranza zu erkennen, das sich in südsüdöstlicher Richtung fortsetzt

Glen Ranza ist ein Tal im Norden der schottischen Insel Arran. Es verläuft auf drei Kilometern Länge in nordnordwestlicher Richtung bis zur Meeresbucht Loch Ranza bei Lochranza. In seinem Verlauf münden mit Gleann Easan Biorach und Glen Chalmadale zwei Täler in das Glen Ranza. Der Fluss Ranza durchfließt das Tal auf ganzer Länge.